# 波斯戰役
波斯戰役，是指第一次世界大戰期間，發生於伊朗亞塞拜然地區及伊朗（波斯）西部的一連串戰事，是大英帝國和俄羅斯帝國對抗鄂圖曼帝國的戰役，也涉及當地的各個民族。該戰役從1914年12月開始，到1918年10月30日達成穆德洛斯停戰協定為止，屬於第一次世界大戰中東戰場的一部分。

## 背景
波斯在第一次世界大戰中原是中立國。實際上，波斯受到同盟國和協約國之間的拉攏。歐洲列強對波斯的興趣是基於其巨大的石油儲備以及地理位置。根據“英俄條約”，波斯分為英國勢力範圍與俄國勢力範圍，俄羅斯自然地在高加索山脈附近佔領了北方，英國占領了南方。
德國在第一次世界大戰前夕建立東方情報局，推動印度、波斯、埃及等地的民族主義與反英情緒。該局煽動了波斯當地的民族運動，以摧毀英俄協約國在此的勢力。
鄂圖曼帝國的戰略目標是切斷宿敵俄羅斯獲取裡海周邊石油資源的路線。鄂圖曼帝國的官員恩華爾·帕夏（Enver Pasha）聲稱，如果俄羅斯軍隊能夠撤出波斯的主要城市，就等於清通了往中亞和印度的道路。
1918年3月，新成立的蘇俄政府與德奧聯軍簽訂布列斯特-立陶夫斯克條約，鄂圖曼土耳其帝國獲得了高加索南部地區，並繼續進攻波斯。

## 影響
鄂圖曼帝國輸了第一次世界大戰之後，鄂圖曼帝國很快出現分裂。這場戰爭的直接結果是“英國 - 波斯協議”，該協議賦予英國在波斯的石油鑽井權。英國也加強了對油田與波斯的軍事控制。
俄國勢力在俄國革命後的1917年離開波斯，亞述民族領導者謝姆蒙明白了亞述人的困境，他在1918年要求亞述與波斯停戰。但亞述人仍持續發動攻擊，最終被波斯擊潰。